# Pramadea christophalis
Pramadea christophalis is een vlinder van de familie van de grasmotten (Crambidae). De wetenschappelijke naam van deze soort is voor het eerst voorgesteld als Syllepte christophalis door Pierre Viette in een publicatie uit 1988.
De soort komt voor op Réunion.